# Westheim (Knetzgau)

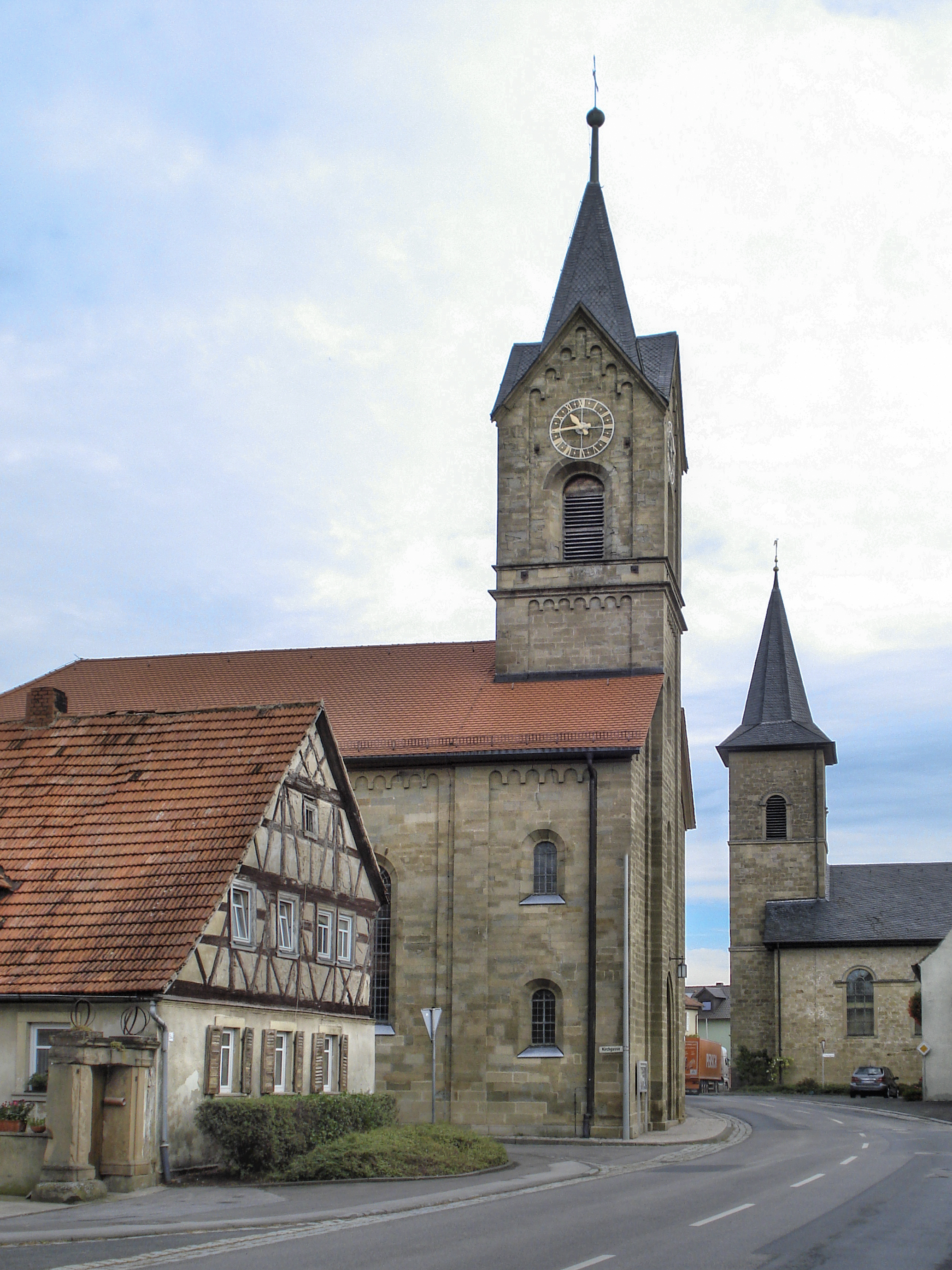
Ortsansicht

Westheim  (unterfränkisch Wasdäm) ist ein Gemeindeteil der Gemeinde Knetzgau im unterfränkischen Landkreis Haßberge in Bayern. Am 31. Dezember 2022 hatte er 845 Einwohner.

## Geographie

### Geographische Lage
Das Pfarrdorf liegt am nordwestlichen Rand des Naturparks Steigerwald, etwa 5 km südlich von Haßfurt im Nordosten Unterfrankens. Das Pfarrdorf liegt auf einer Höhe von etwa 250 m ü. NHN.

### Verkehrsverbindungen
- Westheim liegt südlich des schiffbaren Flusses Main an der B 26. Der Autobahnanschluss A 70 (Bayreuth–Bamberg–Schweinfurt–Würzburg) ist 1,5 Kilometer entfernt. Westheim liegt an der Eisenbahnlinie Bamberg–Schweinfurt–Würzburg die Radwege Hassfurt–Westheim und Sand–Donnersdorf verlaufen durch Westheim.

## Geschichte
Westheim feierte 1981 sein 750-jähriges Jubiläum, die Wiederkehr seiner Erstbeurkundung vor einem Dreivierteljahrtausend. Allerdings besteht die Siedlung wohl schon seit gut 1200 Jahren.
Zur 750-Jahr-Feier verfasste R. Wailersbacher eine Dorfchronik. Die historische Bevölkerung evangelischen Bekenntnisses ist seit 2008 dokumentiert.
Seit Jahrhunderten bestand eine jüdische Gemeinde, die um 1900 fast 100 Mitglieder zählte. Im Jahr 1913 erbaute sie im Ortskern (Kirchgasse 4) neben der alten Religionsschule (Judenschule), die auch ein rituelles Bad enthielt, eine Synagoge. Nach der Vertreibung und Deportation der jüdischen Mitbürger und der Zerstörung der Inneneinrichtung im Nationalsozialismus gelangte die Synagoge in Privatbesitz und wird seitdem als Wohnhaus genutzt. Sie ist trotz der Umbauten in seiner Struktur vollständig erhalten. Die Judenschule, die sich seit langem in schlechtem Bauzustand befand, wurde Anfang 2008 abgerissen.
Bekannter Sohn des Dorfes ist der 1923 geborene Bildhauer Waldemar Kuhn.
Wirft man einen Blick in die Chronik von Westheim, so ist zu lesen, dass sich die Steigerwaldgemeinde wohl schon in der Frankenzeit zu einem Dorf gebildet hat. So weist das Grundwort „-heim“ auf eine Begründung in der Merowingerzeit hin. Wohl um das Jahr 1151 erstmals benannt, gilt eine offizielle Beurkundung eher als unsicher. Eine tatsächliche Beurkundung ist für das Jahr 1231 nachzuweisen. Auf dieser Jahreszahl basiert auch die Grundlage zur 750-Jahr-Feier, die Westheim 1981 gefeiert hat. Im Jahre 1479 wird von den sieben Dorfherren, den Ganerben, dass älteste Bauernrecht des alten Landkreises Haßberge, verkündet. Die Ganerben und der Mahlmeister, ein Bauerngericht, leiten die politischen Geschicke von Westheim. Im 15./16. Jahrhundert lassen sich die ersten „Schutzjuden“ nieder, die bald eine Judengemeinde bilden. Im Jahre 1632 ist zu lesen, dass zwei Monate schwedische Regimenter das Dorf Westheim besetzten. Ritterliche Lehen werden im Jahre 1810 besteuert. Streng genommen endet erst hiermit die Herrschaft der Ganerben.
Am 11. April 1945 um ca. 15 Uhr erlebte Westheim im Zweiten Weltkrieg einen Bombenangriff der Alliierten.

## Kirchliche Verhältnisse

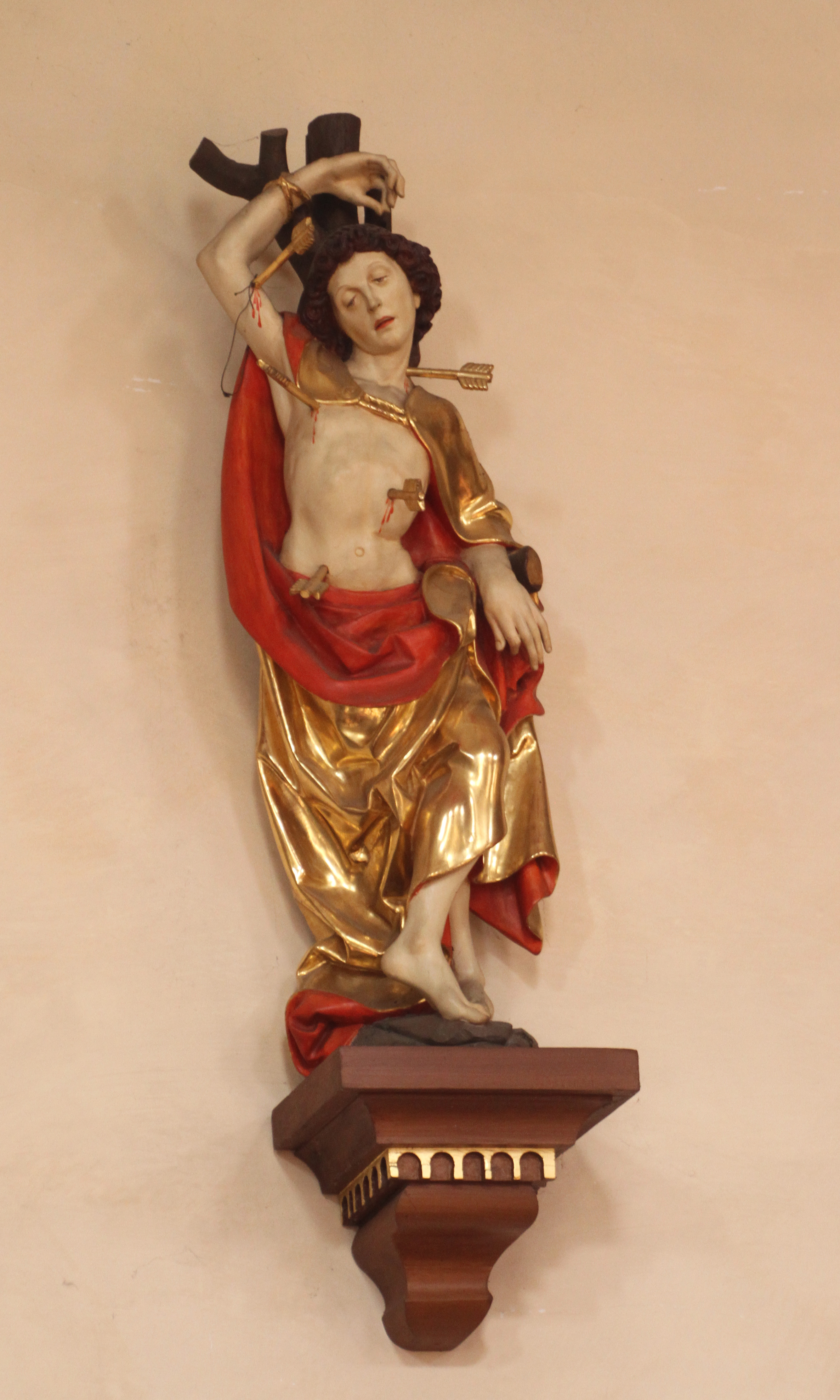
Hl. Sebastian in St. Michael

Die Bevölkerung Westheims nahm um die Mitte des 16. Jahrhunderts beinahe vollständig die lutherische Konfession an, wurde aber bis in die Mitte des 17. Jahrhunderts hinein von den umliegenden Landesherren (Hochstift Bamberg sowie Hochstift und Bistum Würzburg) zumindest in Teilen rekatholisiert. Im Jahr 1678 wurde die katholische Pfarrei Westheim neu gegründet. Fortan bestand eine katholische Minderheit im Ort, die durch Zuzug aus dem Umland und hohe Geburtenraten jedoch kontinuierlich anwuchs und um die Mitte des 19. Jahrhunderts schließlich erstmals ihr protestantisches Pendant zahlenmäßig übertraf. Durch die Kriegsverluste in den Weltkriegen und den Zuzug von Flüchtlingen aus den ehemals deutschen Ostgebieten stieg der Anteil der Katholiken im Ort nochmals an.
Im Jahre 1823 wurde die gotische Jakobskirche wegen Baufälligkeit gesperrt. In den Jahrzehnten zuvor – etwa 150 Jahre – nutzten sowohl Katholiken als auch Protestanten das Gotteshaus St. Jacob gemeinsam als Simultankirche. Doch dieser Zustand war für alle Beteiligten mit Kompromissen und Konflikten verbunden. In den Jahren 1829 bis 1832 wurde schließlich die evangelische Pfarrkirche St. Jakob errichtet und in den Jahren 1836 bis 1839 das katholische Gotteshaus St. Michael. Eine Figur des hl. Sebastian aus der Schule von Tilman Riemenschneider (um 1500) ziert die Kirche. Die Seitenaltäre sind mit Kunstwerken des Westheimer Künstlers Waldemar Kuhn versehen. Bis um die Jahrtausendwende war Westheim katholischer Pfarrsitz. Als protestantische Pfarrkirche fungiert bis heute St. Jakob; Westheim ist Pfarrsitz der evangelisch-lutherischen Kirchengemeinde Westheim-Eschenau.
Am 1. Juli 1974 wurde die Gemeinde Westheim bei Haßfurt in die Gemeinde Knetzgau eingegliedert.

## Kultur und Sehenswürdigkeiten

### Regelmäßige Veranstaltungen
Die Kirchweih findet traditionell immer am letzten Wochenende im September (Michaeli) statt. Das Kirchweihfest zählt in Westheim zu den großen Traditionen. Es wird in den Kirchen, mit einem großen Rummel mit Autoscooter, Los- und Schießbuden sowie Kinderkarussell am Dorfplatz und mit beim TSV Westheim mit großen Plattenparties in der Turnhalle gefeiert.

### Sehenswürdigkeiten
- Ehemalige Synagoge
- Katholische Dorfkirche St. Michael mit einer Figur des Hl. Sebastian aus dem Umfeld Tilman Riemenschneiders und Seitenaltäre des jungen Waldemar Kuhn
- Evangelische Pfarrkirche St. Jakob
- Marienkapelle mit Grotte auf dem Eichelberg
- 8 Meter hohes Golgota-Kreuz auf dem Eichelberg
- Restaurierter Westheimer Keller
- ökumenisches Gemeindezentrum „schwarzer Adler“ (ehemalige Gaststätte und Brauerei Mantel)[6]
- Sportgelände des TSV Westheim
- Mehrgenerationenhaus und offener Treff „Zur alten Tankstelle“[7]
- Dietrich-Bonhoeffer-Haus
- Katholisches Pfarrhaus
- Restaurierter Dorfbrunnen
- Denkmal an die 1942 ermordeten Westheimer Juden[8] mit Skulptur des Westheimer Künstlers Hannes Betz[9]

### Vereinsleben
Der Siedlerverein Westheim veranstaltet jährlich einen „Adventszauber“ mit Lagerfeuer, ein Siedlerfest und eine Maiwanderung.
Der TSV Westheim wurde 1946 gegründet. Mit seinen etwa 650 Mitgliedern ist er einer der größten Sportvereine des Landkreises Haßberge.

## Persönlichkeiten
- Johann Heyn (auch Johann Heyne oder Johannes Heynius) (* 23. Februar 1709 in Westheim; † 12. August 1746) evangelischer Theologe und Prediger
- Anselm Frank (* 1824), Lehrer in Westheim (1875–1921), Ehrenbürger der Gemeinde Westheim[11]
- Emil Flurschütz (* 1904; † 1995), evangelischer Theologe, Oberkirchenrat und Kreisdekan (Regionalbischof)
- Waldemar Kuhn (* 19. Januar 1923 in Westheim; † 29. Oktober 2015 in Königsberg in Bayern), Bildhauer und Künstler
- Prof. Emer. Dr. Meier Schwarz Ph.D. (* 28. Januar 1926 in Nürnberg; aufgewachsen in Westheim (bis 1938); † 12. Januar 2022 in Jerusalem), israelischer Hydrobiologe[12][13][14]
- Wolfgang Stettler (* 1930 in Westheim; † 6. Januar 2025 in Würzburg), katholischer Priester und Studiendirektor[15]
- Franz-Josef Stettler (* 1934 in Westheim), katholischer Priester[16]
- Theo Stretz (* 2. Juli 1934; † 13. April 2021), Firmengründer der heutigen Stretz GmbH & Co. KG[17]
- Ottmar Persch (* 29. März 1936; † 18. März 2024) Firmengründer der heutigen Persch Entsorgung, Verwertung und Transporte GmbH & Co. KG[18]
- Ludwig „Lubber“ Vogt (* 1937; † 2017), Schiedsrichter und Sportfunktionär;[19][20] Namensgeber für den Ludwig-Vogt-Wanderpokal der SR-Gruppe-Haßfurt[21]
- Otto Schröck (* 1938 in Westheim; † 27. November 2010), Boxer (bayerischer Juniorenmeister, deutscher Vizemeister, 6-facher bayerischer Meister)[22]
- Hannes Betz (* 21. Oktober 1960), Maler, Objektkünstler und Autor[23][24]
- Prof. Matthias Beckert (* 1976), Dirigent, Chorleiter und Hochschullehrer